# Launaea
Launaea is een geslacht uit de composietenfamilie (Asteraceae). De soorten komen voor in Afrika, Zuid-Europa, grote delen van Azië en West-Australië.

## Soorten
- Launaea acanthodes (Boiss.) Kuntze
- Launaea acaulis (Roxb.) Babc. ex Kerr
- Launaea almahrahensis N.Kilian
- Launaea amal-aminiae N.Kilian
- Launaea angolensis N.Kilian
- Launaea angustifolia (Desf.) Kuntze
- Launaea arborescens (Batt.) Murb.
- Launaea aspleniifolia (Willd.) Hook.f.
- Launaea benadirensis Chiov.
- Launaea bornmuelleri (Hausskn. ex Bornm.) Bornm.
- Launaea brunneri (Webb) Amin ex Boulos
- Launaea cabrae (De Wild.) N.Kilian
- Launaea capitata (Spreng.) Dandy
- Launaea cassiniana (Jaub. & Spach) Burkill
- Launaea castanosperma F.G.Davies
- Launaea cervicornis (Boiss.) Font Quer & Rothm.
- Launaea cornuta (Hochst. ex Oliv. & Hiern) C.Jeffrey
- Launaea crassifolia (Balf.f.) C.Jeffrey
- Launaea crepoides Balf.f.
- Launaea fragilis (Asso) Pau
- Launaea gorgadensis (Bolle) N.Kilian
- Launaea hafunensis Chiov.
- Launaea intybacea (Jacq.) Beauverd
- Launaea korovinii (Popov) Pavlov
- Launaea lackii N.Kilian
- Launaea lampsanoides Franch.
- Launaea lanifera Pau
- Launaea massauensis (Fres.) Chiov.
- Launaea massavensis (Fresen.) Kuntze
- Launaea microcephala Hook.f.
- Launaea mucronata (Forssk.) Muschl.
- Launaea nana (Baker) Chiov.
- Launaea nudicaulis (L.) Hook.f.
- Launaea oligocephala (Bornm.) Bornm.
- Launaea omanensis N.Kilian
- Launaea petitiana (A.Rich.) N.Kilian
- Launaea picridioides (Webb) B.L.Rob.
- Launaea platyphylla Rech.f.
- Launaea polyclada (Boiss.) Burkill
- Launaea polydichotoma (Ostenf.) Amin ex N.Kilian
- Launaea procumbens (Roxb.) Ramayya & Rajagopal
- Launaea pseudoabyssinica (Chiov.) N.Kilian
- Launaea pumila (Cav.) Kuntze
- Launaea quercifolia (Desf.) Pamp.
- Launaea quettaënsis N.Kilian
- Launaea rarifolia (Oliv. & Hiern) Boulos
- Launaea rhynchocarpa (Balf.f.)Mies
- Launaea rogersii (Humbert) Humbert & Boulos
- Launaea rueppellii (Sch.Bip. ex Oliv. & Hiern) Amin ex Boulos
- Launaea sarmentosa (Willd.) Sch.Bip. ex Kuntze
- Launaea secunda (C.B.Clarke) Hook.f.
- Launaea socotrana N.Kilian
- Launaea spinosa (Forssk.) Kuntze
- Launaea stenocephala (Boiss.) Kuntze
- Launaea taraxacifolia (Willd.) Amin ex C.Jeffrey
- Launaea thalassica N.Kilian, Brochmann & Rustan
- Launaea verdickii (De Wild.) Boulos
- Launaea viminea (Batt.) Batt.
- Launaea violacea (O.Hoffm.) Boulos